# Alan Judge (Fußballspieler, 1988)
Alan Christopher Judge (* 11. November 1988 in Dublin) ist ein irischer Fußballspieler.

## Karriere

### Blackburn Rovers
Judge begann seine Karriere als Jugendspieler bei den Blackburn Rovers, bis er in der Saison 2007/08, mit 17 Jahren, den Sprung in die erste Mannschaft schaffte, für die er sieben Tore schoss. Sein Debüt in der Startaufstellung gab er im Januar 2009 im FA Cup beim Sieg gegen die Blyth Spartans. Danach unterschrieb er einen Vertrag bis Juni 2011, bevor er an Plymouth Argyle verliehen wurde.
Ende der Saison 2009/10 sagte Judge, er wäre offen bereit für einen Wechsel, was er mit den Worten „Ich habe zwar noch ein Jahr bei Blackburn, aber ich glaube, meine Zeit hier wird wahrscheinlich im Sommer enden.“ kommentierte.

### Plymouth Argyle
Sein Debüt für Plymouth gab er gegen Ipswich Town als Einwechslung. Er gehörte bald zur Startelf und schoss sein erstes Tor für seinen neuen Verein gegen den FC Burnley im März 2009, dem ein Tor gegen Coventry City im April folgte. Bis zum Ende der Saison hatte Judge 17 Einsätze.
Als er zu Blackburn zurückkehrte, absolvierte er einige Spiele in der Vorsaison, wie zum Beispiel die Freundschaftsspiele gegen den AS Rom und Nacional Funchal aus Portugal, bevor er in der Saison 2009/10 ein weiteres Mal an Plymouth verliehen wurde. Dort spielte er sofort wieder in der Startaufstellung und schoss auf Anhieb drei Tore gegen Derby County im August, Scunthorpe United im Oktober und gegen Doncaster Rovers im November, vier Tage vor seinem 21. Geburtstag. Seinen ersten Doppelpack schoss er beim 4:1-Sieg gegen den FC Reading. Plymouth stieg trotz dieser Erfolge in dieser Saison ab und Judge kehrte zu Blackburn zurück, bevor sein Vertrag endete.

### Notts County
Am 31. August 2010 unterschrieb er einen Vertrag für eine Leihe von sechs Monaten bei Notts County. Die Leihe endete am 1. Januar 2011, wurde aber um einen Monat verlängert, damit er Notts County für die kommenden Spiele noch zur Verfügung stehe. Am 14. Januar 2011 bestätigte Judge, dass er zu Notts County wechseln werde und bereits einen 2-Jahres-Vertrag unterschrieben habe, jedoch brach er sich ein paar Tage danach gegen Hartlepool United einen Mittelfußknochen in seinem rechten Fuß und musste sieben Wochen pausieren. Sein erstes Spiel nach seiner Verletzungspause war gegen Swindon Town, wo er den Ausgleich schoss, bevor Lee Hughes den Siegtreffer erzielte. Seine zu dieser Zeit überragende Form brachte ihm auch die Titel für den Spieler des Monats November und Dezember ein. Er glaubte, dass er diese gute Form dem damaligen Notts-County-Manager Martin Allen zu verdanken habe. „Ich hatte ein Treffen mit Martin und es war wirklich ermutigend. Er sagte, ich muss mit viel mehr Selbstvertrauen spielen und das hat er mir gegeben.“ Am Ende der Saison hatte er acht Tore und 13 Assists auf dem Konto und gewann die Preise für den „Player of the Year“ und den des „Fans’ Player of the year“ für die Saison 2011/12.
Die Saison 2012/13 beendete er mit drei Ligatoren, elf Assists und einer Nominierung für den Spieler der Saison. Vor Beginn der neuen Saison wurde jedoch bekannt gegeben, dass Judge seinen Vertrag nicht verlängern werde, da er den Wunsch äußerte, in einer höheren Liga zu spielen. „Es kommt eine Zeit, in der du glaubst, es ist Zeit zu gehen und ich habe alles für diesen Verein gegeben, aber ich bin auf der Suche nach einer neuen Herausforderung. Ich bin eine ehrgeizige Person und ich möchte mich auf einer neuen Ebene versuchen.“

### Rückkehr zu den Blackburn Rovers
Am 16. Mai 2013 wurde seine Rückkehr zu den Blackburn Rovers bekanntgegeben. Am 1. Juli 2013 unterschrieb er einen Dreijahresvertrag. Nach einer durchwachsenen Hinrunde mit lediglich elf Einsätzen wurde Judge in der Rückrunde an den FC Brentford ausgeliehen, für den er sieben Tore erzielte.

## Internationale Karriere
2005 spielte Judge bei der Europäischen Jugend-Olympiade in Lignano Sabbiadoro für das irische U-18-Nationalteam, mit dem er die Bronzemedaille gewinnen konnte. Am 25. März 2016 machte er in Dublin beim Spiel gegen die Schweiz sein erstes Länderspiel.

## Spielart
Judge ist bekannt für seine Energie, seine schnellen Sprints und seine Fähigkeit, Tore aus großer Distanz zu erzielen. Das alles brachte ihm den Spitznamen „Der irische Messi“ ein.

## Persönliches
Judges Vater gewann 1990 den FA Cup.

## Titel und Erfolge
- irisches U-18-Nationalteam: Bronzemedaille bei der Europäischen Jugend-Olympiade